# Грин, Гай (кинематографист)
Гай Грин (англ. Guy Green; 5 ноября 1913 — 15 сентября 2005) — британский кинооператор и кинорежиссёр. Лауреат премии «Оскар» за лучшую операторскую работу в фильме «Большие надежды».

## Биография
Родился 5 ноября 1913 года в графстве Сомерсет, Англия. В 1933 году начал работать в кино в качестве помощника оператора. Дебютировал как основной кинооператор на съёмках фильма 1943 года Escape to Danger. Известен по фильмам «Большие надежды», «Оливер Твист» и «Страстная дружба» режиссёра Дэвида Лина. В 1954 году вышел фильм River Beat который стал его первой режиссёрской работой. Был номинирован в 1961 году на премию BAFTA за фильм «Сердитая тишина» в категориях лучший фильм и лучший британский фильм. В 2004 году был награждён орденом Британской империи. Состоял в Британском обществе кинооператоров.
Умер 15 сентября 2005 года в Лос-Анджелесе, США.

## Избранная фильмография

### Оператор
- 1946 — Большие надежды / Great Expectations (реж. Дэвид Лин)
- 1947 — Возьми мою жизнь / Take My Life (реж. Рональд Ним)
- 1948 — Оливер Твист / Oliver Twist (реж. Дэвид Лин)
- 1949 — Страстная дружба / The Passionate Friends (реж. Дэвид Лин)
- 1951 — Капитан Горацио Хорнблоуэр / Captain Horatio Hornblower R.N. (реж. Рауль Уолш)
- 1953 — Ночи Декамерона / Decameron Nights (реж. Уго Фрегонезе)
- 1953 — Опера нищих / The Beggar’s Opera (реж. Питер Брук)
- 1955 — Тёмный мститель / The Dark Avenger (реж. Генри Левин)

### Режиссёр
- 1958 — Дыхательная трубка / The Snorkel
- 1960 — Сердитая тишина / The Angry Silence
- 1963 — 55 дней в Пекине / 55 Days at Peking (не включён в титры)
- 1968 — Волхв / The Magus
- 1977 — Адвокат дьявола[англ.] / The Devil's Advocate

## Награды и номинации
- Лауреат премии «Оскар» 1948 года за лучшую операторскую работу в фильме «Большие надежды»[7]

- Номинировался на «Золотой глобус» в 1966 году за фильм «Клочок синевы» в категориях лучший режиссёр и лучший сценарий[8]